# Pfarrkirche Imbach

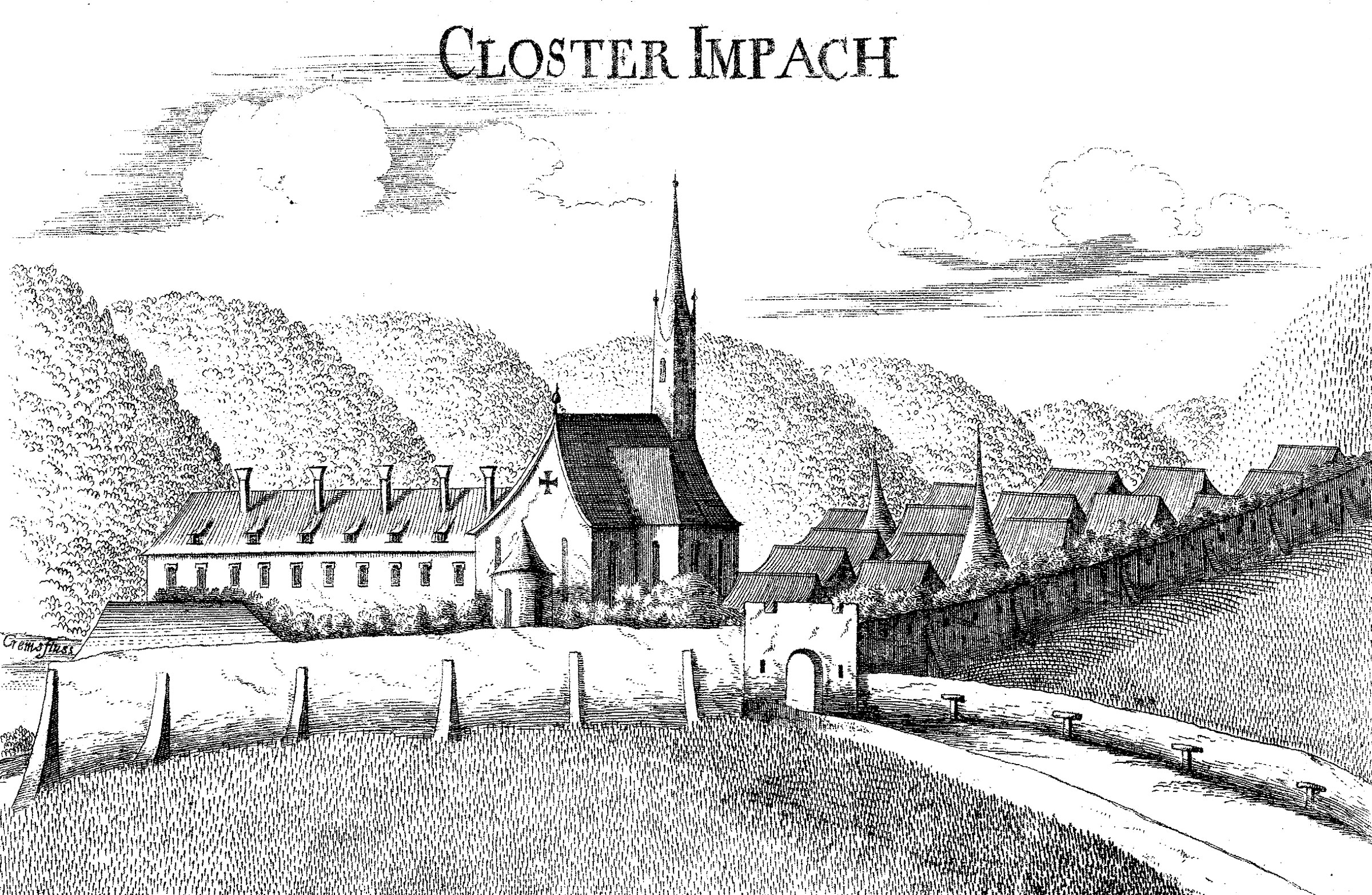
Kloster Imbach von Georg Matthäus Vischer 1672

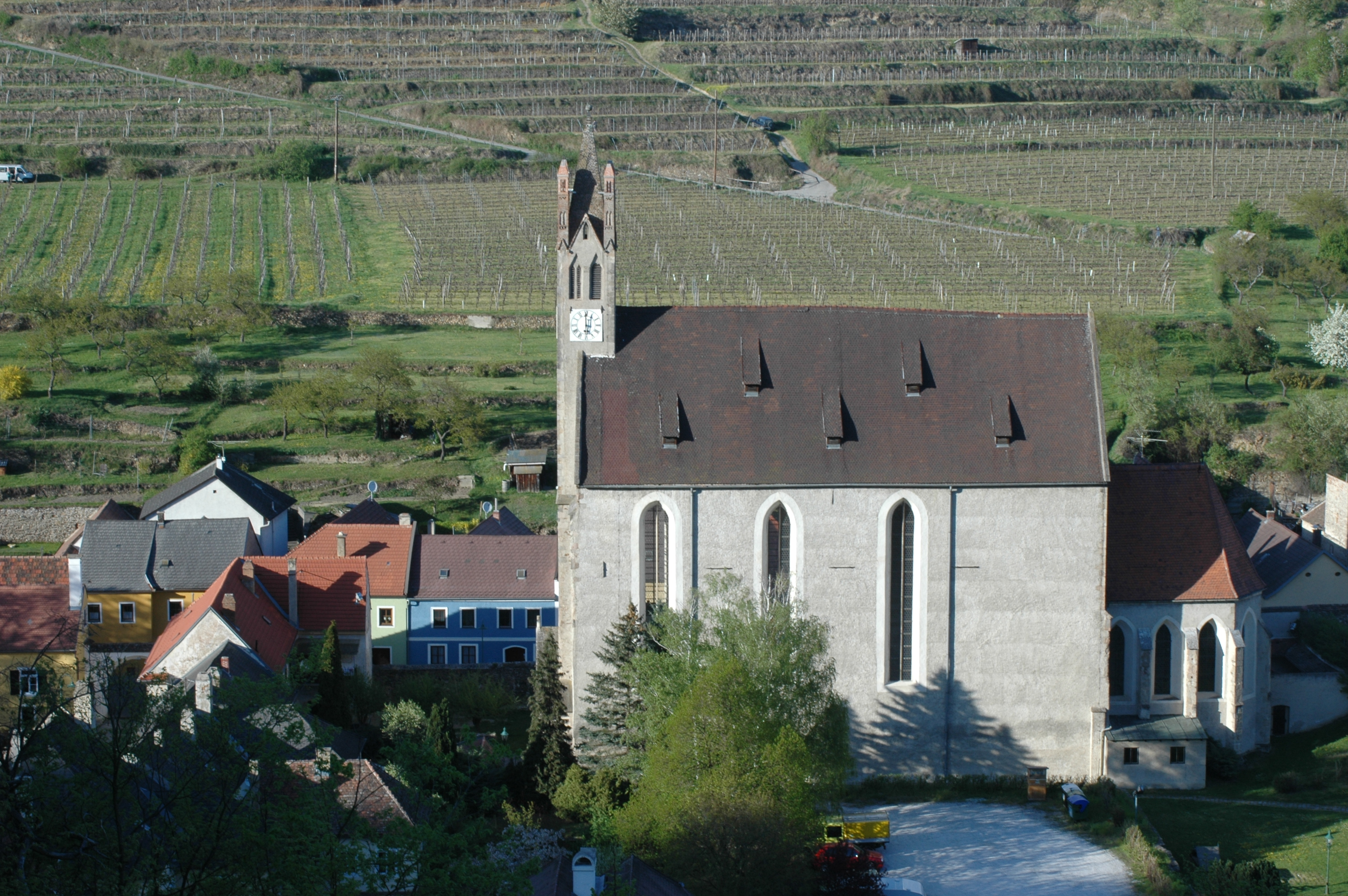
Katholische Pfarrkirche Mariä Geburt in Imbach

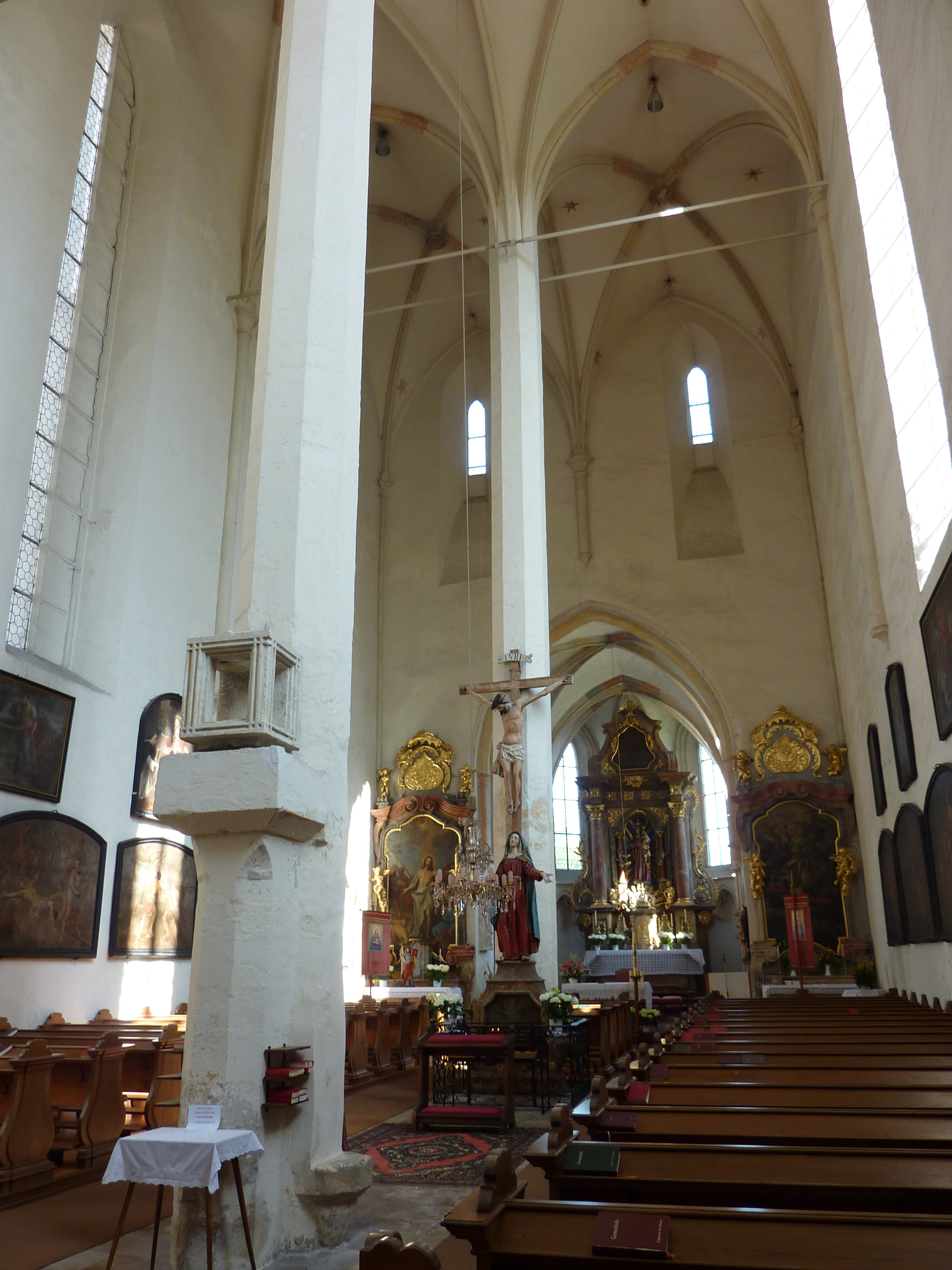
Langhaus, Blick zum Chor, vorne dem Mittelpfeiler vorgestellt das ehemalige Auflager der Nonnenempore

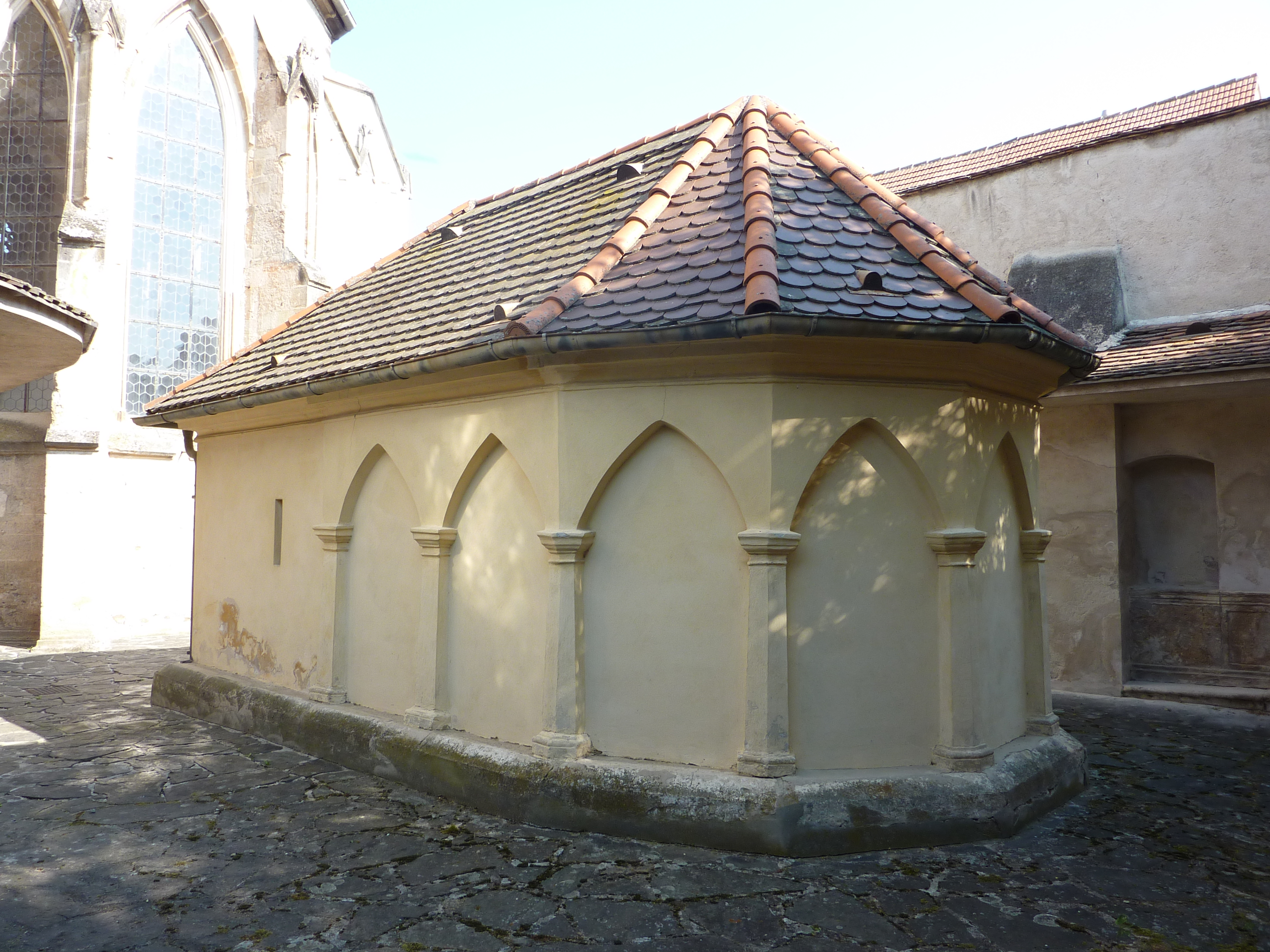
Grab-Christi-Kapelle

Die Pfarrkirche Imbach steht im Zentrum der Ortschaft Imbach in der Marktgemeinde Senftenberg im Bezirk Krems-Land in Niederösterreich. Die dem Patrozinium Mariä Geburt unterstellte römisch-katholische Pfarrkirche gehört zum Dekanat Krems in der Diözese St. Pölten. Die ehemalige Klosterkirche mit Umfriedung und die Reste des ehemaligen Dominikanerinnenklosters stehen unter Denkmalschutz (Listeneintrag).

## Geschichte
Urkundlich wurde 1256 eine Pfarre genannt. 1259 erfolgte eine Schenkung der schon bestehenden Kirche und des Grundbesitzes durch Albero und Gisela von Feldsberg an die Nonnen des Dominikanerordens, dabei wurde auch die Burg Imbach zur Beschaffung von Baumaterial den Nonnen überlassen. Die Kirche wurde 1285 geweiht. Die Hallenkirche gilt als die früheste erhaltene zweischiffige Hallenkirche Österreichs. Die Nordkapelle wurde im zweiten Viertel des 14. Jahrhunderts angebaut. 1289 wurden die Pfarre und zahlreiche Privilegien genannt. Durch weitere Schenkungen entstand im Laufe des Mittelalters eine ertragreiche Grundherrschaft. 1524 war ein Brand. Im 16. Jahrhundert erfolgte ein wirtschaftlicher Niedergang. 1759 wurde das Klostergebäude durch einen Brand zerstört. 1782 wurde das Kloster aufgehoben.
Die Kirche wurde ab 1884 durch Josef Utz nach den Plänen des Wiener Dombaumeisters Friedrich von Schmidt renoviert. Ab 1963 erfolgte eine Restaurierung.

## Architektur
Die mittelalterliche Umfriedungsmauer als Bruchsteinmauerwerk aus dem 14. Jahrhundert ist östlich und nördlich der Kirchengasse mit einem abgefasten Spitzbogentor erhalten. An die frühgotische zweischiffige Hallenkirche schließt ein stark eingezogener Chor aus dem vierten Viertel des 13. Jahrhunderts an.
Das Kirchenäußere zeigt ein hoch aufragendes Langhaus unter einem steilen Satteldach. In der westlichen Giebelfront steht ein eingestellter schlanker Turm mit einem Pyramidenhelm. Die übergiebelte Portalvorhalle nennt 1885. Das Langhaus zeigt nord- und südseitig hohe Spitzbogenfenster mit gotischen Putzrahmungen mit Resten von reliefierten Weinranken, Lilien und Rosetten. Die Westfront zeigt an der Nordecke einen übereck gestellten Strebepfeiler, wegen des ehemals südseitig angebauten Klosters gibt es keinen südseitigen Strebepfeiler. In der östlichen Giebelwand des Langhauses befindet sich eine kreuzförmige Öffnung und seitlich unten zwei Spitzbogenfenster.
Der stark eingezogene Chor hat einen Fünfachtelschluss und Strebepfeiler und zeigt sich in der Wirkung eines Kapellenanbaues.
Der nördliche Anbau der gotischen Katharinenkapelle mit einem Fünfachtelschluss, heute hl. Josef, steht nordseitig unter einem Pultdach am vorderen Langhaus, die Kapelle hat ein tiefes mehrfach abgetrepptes Strebewerk mit Resten von Fialen in der oberen Zone mit übereck gestellt mit Blendmaßwerk. Unter den bis zur nördlichen Umfassungsmauer reichenden Strebepfeilern gibt es einen Durchgang unter weiten Spitzbogenöffnungen. Die Spitzbogenfenster sind zweibahnig, die Laibungen haben eine Stabrahmung auf zarten Diensten mit kleinen Konsolen, Reste von Dreipass- und Fischblasenmaßwerk ist teils erneuert, das ostseitige Rosettenfenster hat reiches Dreipassmaßwerk.
Das Kircheninnere zeigt ein zweischiffiges vierjochiges Langhaus als eindrucksvollen hellen hoch aufstrebenden Raum, das Gewölbe hat längsoblonge Kreuzrippen mit Gurt- und Scheidrippen auf hohen, schlanken Achtseitpfeilern und auf Runddiensten auf Konsolkapitellen, an der östlichen durchfensterten Stirnwand zeigt eine Rippenanlauf auf einer Mittelkonsole mit Kerbschnittdekor. Es gibt vier Paare reliefierte polychromierte Schlusssteine, von Westen nach Osten Lamm Gottes und Kelch, Evangeliensymbole, Pelikan und Christuskopf. Die Empore im Westjoch mit Spitzbogenöffnungen zum Langhaus entstand nach 1884, ursprünglich gab es bis zum zweiten Mittelpfeiler des Langhauses eine wohl hölzerne Nonnenempore. An diesem Mittelpfeiler sind die Ansätze (Konsolenreste) des Scheidbodens der ehemaligen Nonnenempore erhalten.
Der Triumphbogen zum Chor hat eine polygonale Vorlage und kurze Dienste auf vegetabil reliefierten Konsolen. Durch den ehemals um ca. 2 m tiefer liegenden Fußboden des Langhauses bestand eine Höhenunterschied zum Chor der durch einen quellenmäßig belegten Lettner überwunden wurde.
Der kapellenartige Chor ist die ehemalige Stifterkapelle mit Gruft. Das Chorjoch hat ein sechsteiliges Rippengewölbe auf Diensten mit zarten Wirteln, im Polygon mit Bündeldiensten akzentuiert, die Schlusssteine mit reliefierten Rosetten. Im Chorgewölbe gibt eine bis unter die Fenstersohlbank umlaufende spitzbogige Blendarkatur auf Konsolen, im Polygon sind je zwei Arkaden mit Dreipassmaßwerk zusammengefasst. Es gibt ein spitzgiebeliges Sakramentshäuschen mit Blendkreuzblume mit einem gotischen Schmiedeeisengitter. Die Wandmalerei im Polygon wurde 1967 freigelegt, sie zeigt einen Schmerzensmann aus dem Ende des 15. Jahrhunderts und eine Schutzmantelmaria als Schutzherrin der Dominikaner aus der Mitte des 15. Jahrhunderts.

## Ausstattung

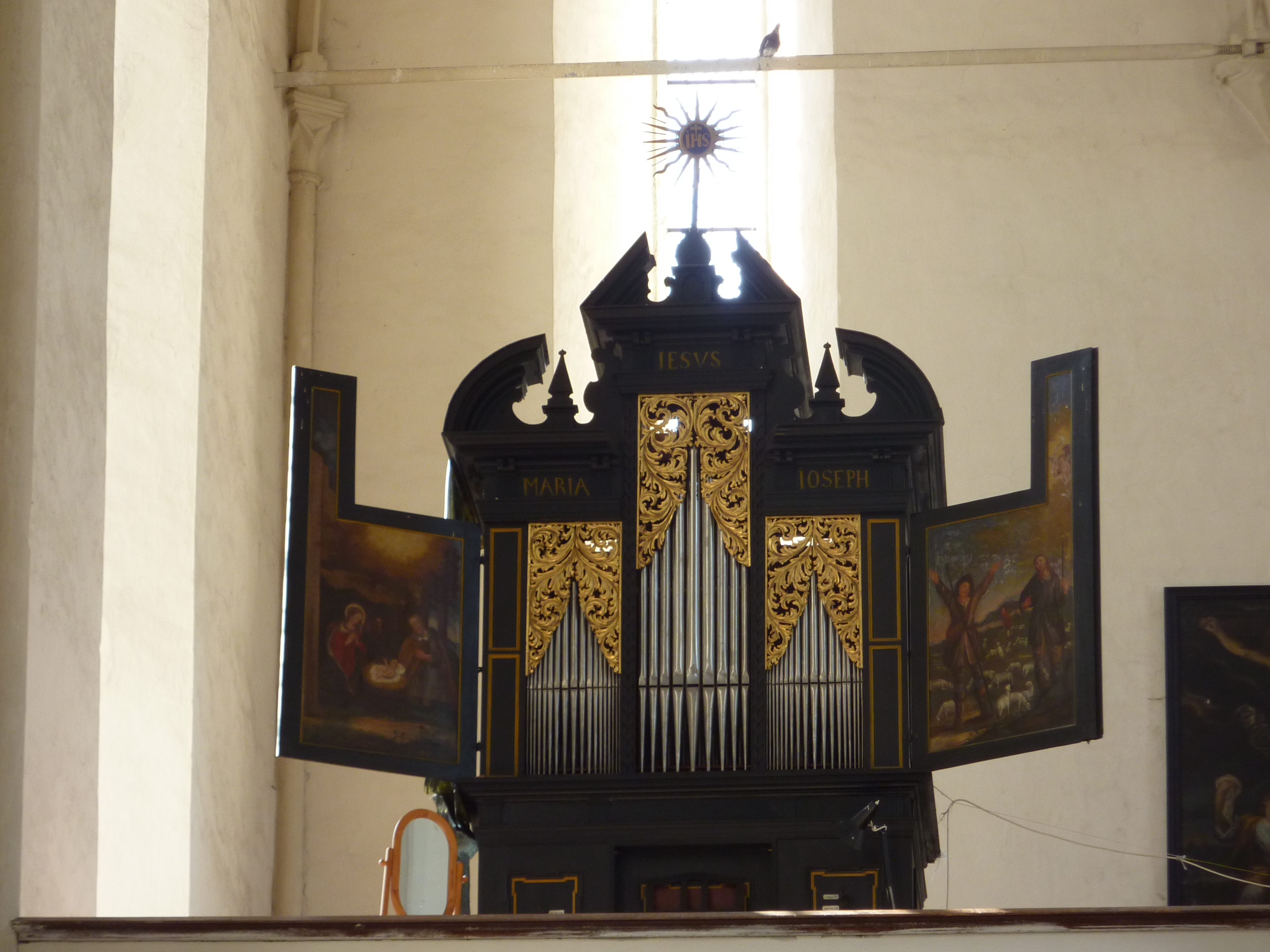
Orgel

Der Hochaltar aus 1671 wurde im 18. Jahrhundert erweitert und dekoriert, der Sarkophagtisch mit einem Säulenretabel hat eine Volutenrahmung und einen Kartuschenauszug, er hat seitlich Büsten der Märtyrer und sogenannten Wetterheiligen Johannes und Paulus, die Mittelstatue Maria mit Kind aus Sandstein entstanden 1320/1330 wurde barock gefasst und 1967/1968 restauriert und mit einem barocken Szepter und Krone versehen. Das Aufsatzbild Dreifaltigkeit ist aus der zweiten Hälfte des 18. Jahrhunderts. Der Tabernakel ist barock.
Die Seitenaltäre als Bildrahmenretabel mit Volutenauszug entstanden im dritten Viertel des 17. Jahrhunderts, der linke Seitenaltar zeigt das Altarblatt Christus vor Petrus „Weide meine Lämmer“, der rechte Seitenaltar zeigt das Altarblatt Vierzehn Nothelfer gemalt von Johann Georg Schmidt 1737, 1971 restauriert.
Die Statue Maria Immaculata schuf Hans Freilinger 1968/1970. Im Chor gibt es das Bild hl. Katharina aus dem Ende des 18. Jahrhunderts. Im Langhaus gibt es das Bild Rosenkranzmadonna mit den Heiligen Dominikus und Katharina von Siena gemalt von Martin Johann Schmidt 1749 und 1955 restauriert.
Die frühbarocke Orgel aus dem ersten Drittel des 17. Jahrhunderts (urkundlich 1605) hat eine Fassung aus 1695 und wurde 1975/1977 restauriert. Der Orgelbauer ist unbekannt. Das Gehäuse mit einem doppelt gesprengten Aufsatzgiebel und zwei kleinen Obelisken hat Ölbilder am Gehäuse und an den Flügeln: Geburt Christi, Flucht nach Ägypten, David als Hirte, hl. Elisabeth, Darbietung im Tempel. Das Instrument hat 6 Manualregister (CDE–c3, kurze Oktave: Copl 8', Principal 4', Offne Flöten 4', Quinta 3', SuperOctav 2', Mixtur dreyfach 1') und zusätzlich ein Register Sub-Baß 16' mit einem Ton-Umfang CDE-h0, welches im Manual spielbar ist. 
Eine Glocke nennt Mathias Prininger 1718. Eine Glocke nennt Ferdinand Vötterlechner 1755.

## Grabdenkmäler

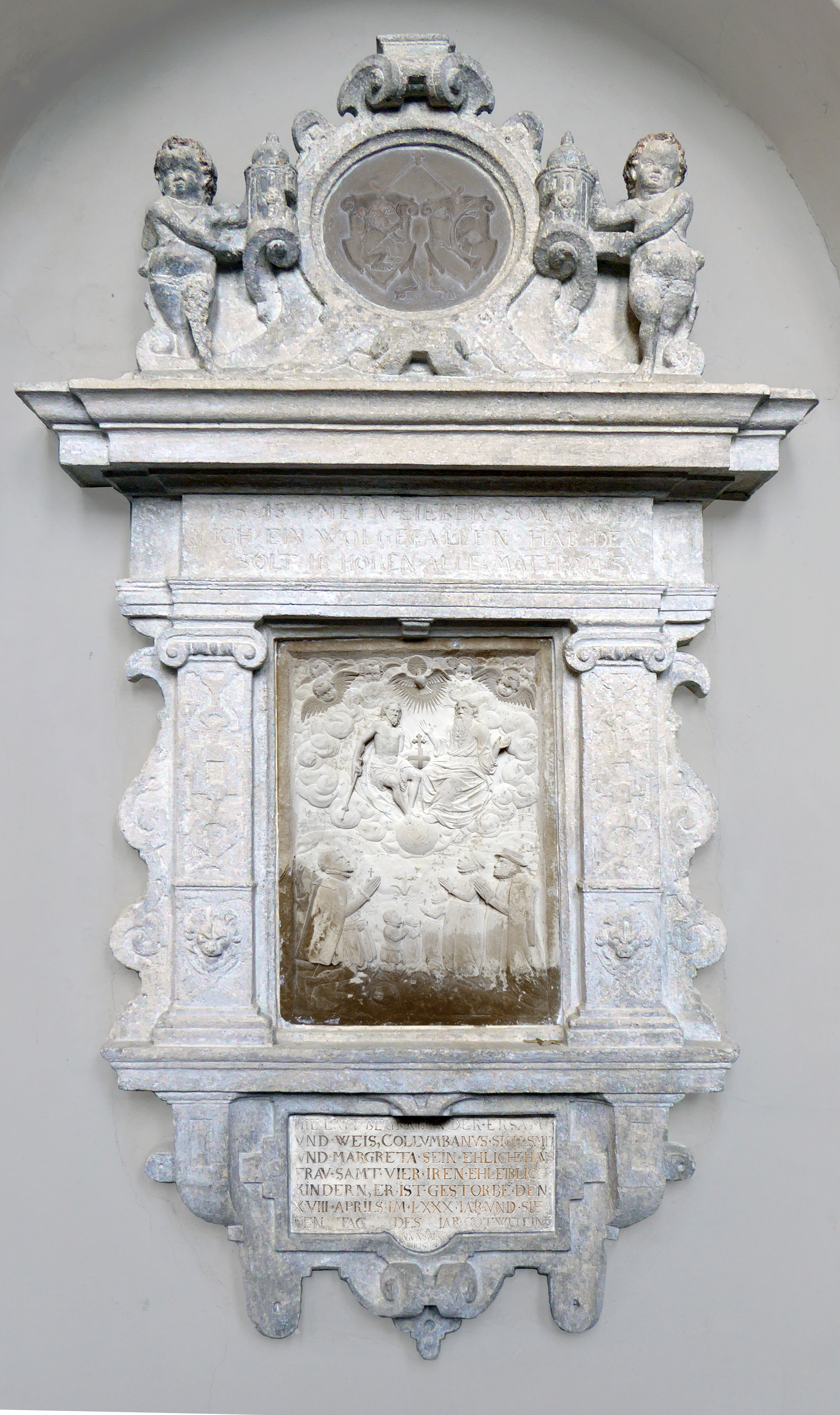
Epitaph von Collumbanus Sichlsmit (Kolumban Sichelschmid)

- Graue Steinplatte mit Ritzkreuz aus dem 14. Jahrhundert.
- Grabplatte mit reliefiertem Wappen und Inschrift mit gotischen Minuskel Peter Rumpf 1541.
- Epitaph Collumbanus Sichlsmit in Roll- und Beschlagwerkrahmung, Aufsatz mit zwei Putten und Rollwerkdekor sowie zwei reliefierten Wappen und einem bemerkenswert zarten Relief Hl. Dreifaltigkeit mit Stifterfiguren aus dem Ende des 16. Jahrhunderts.
- Inschriftplatte mit reliefiertem Wappen zu Abraham Zimmermannsperger 1605.
- Marmorplatte mit Inschrift und Wappen Sigfried Schwindtperger 1696.
- Inschriftplatte mit reliefiertem Wappen 1737
- Stein mit Fragment einer Kreuzigung mit Assistenzfiguren in Baldachinrahmung aus dem 18. Jahrhundert.

## Grab-Christi-Kapelle
Östlich des Chores der Pfarrkirche steht freistehend in einer eigenen Umfassungsmauer die Grab-Christi-Kapelle aus dem 18. Jahrhundert. Die Umfassungsmauer beinhaltet Segmentbogenischen und Balustraden wohl eines ehemaligen Kreuzweges. In der Kapelle stehen die Figuren Leichnam Christi und Engel aus dem 18. Jahrhundert.